# 陳宣 (東漢)
陳宣（?—?），字子興，沛郡蕭縣人，漢朝政治人物。

## 生平
陳宣博學，平時喜歡研究魯詩。王莽稱帝後，陳宣拒絕出來做官。光武帝即位後，任命他為諫議大夫。
建武十年（34年），雒水發生洪災，洪水逼近洛陽津城門，城門校尉想築壩阻攔洪水。陳宣認為，「既然當初周公選擇營造洛邑，說明這塊地方是風水寶地，洪水應該不會進入城門。倘若真的是災異，說明這正是由於君主有了過錯，上天譴責造成的，想躲也躲不過去，築壩阻攔也沒用。曾經東郡金堤決口，洪水來襲，當地官民四散而逃，東郡太守王尊卻選擇留守，結果洪水自己消退了。王尊作為一個人臣尚且能平息災難，更何況現在的皇帝是中興聖主，上天所授，洪水一定不會來。」最終洪水自己消退。
有一天光武帝外出，陳宣在皇帝乘輿前開路，結果陳宣走的太慢，乘輿想加快腳步，於是皇帝的馬車夫用鉤子鉤陳宣的馬車蓋，想讓他快點走，結果馬車夫沒站穩，摔下車來。陳宣發現後停下車勸諫道：「帝王的一舉一動都要講究禮儀規範。孝文皇帝在位的時候，有人向朝廷進貢千里馬，孝文皇帝拒絕收下。陛下應該向孝文皇帝學習。」光武帝聽從了他的建議，於是按轡徐行。
後來陳宣升遷為河堤謁者，一段時間後因為生病而免職，最終在家裡去世。